# تاراگی، کوماموتو
تاراگی، کوماموتو (به لاتین: Taragi, Kumamoto) یک منطقهٔ مسکونی در ژاپن است که در استان کوماموتو واقع شده‌است. تاراگی ۱۱٬۷۵۹ نفر جمعیت دارد.